# Ade Mafe
Adeoye Olubunm "Ade" Mafe (* 12. listopadu 1966) je bývalý britský atlet, sprinter.

## Sportovní kariéra
V necelých osmnácti letech (v roce 1984) vybojoval stříbrnou medaili v běhu na 200 metrů na halovém mistrovství Evropy. Na olympiádě v Los Angeles ve stejné sezóně obsadil ve finále této disciplíny osmé místo. Na halovém mistrovství světa v roce 1985 doběhl na dvoustovce druhý. V létě téhož roku na evropském juniorském šampionátu zvítězil v běhu na 200 metrů a byl členem vítězné britské štafety na 4 × 400 metrů. V roce 1989 se stal halovým mistrem Evropy v běhu na 200 metrů a halovým vicemistrem světa v této disciplíně. O dva roky později vybojoval v běhu na 200 metrů na halovém mistrovství světa bronzovou medaili.